# Сенайе, Жан-Батист
Жан-Батист Сенайе (фр. Jean Baptiste Senaillé; 23 ноября 1687 — 15 октября 1730) — французский скрипач и композитор.

## Биография
Сын скрипача Жана Сенайе, игравшего в ансамбле «Двадцать четыре скрипки короля» (и сам вошедший в состав ансамбля в 1713 году). Учился у Жана-Батиста Ане и Джованни Антонио Пьяни, а также в Модене у Томазо Антонио Витали, благодаря чему ввёл затем при французском дворе некоторые итальянские элементы репертуара и приёмы игры. В 1710—1727 годах опубликовал пять сборников сонат для скрипки и basso continuo, по десять сонат в каждом.